# Tatjana Lesowa
Tatjana Dmitrijewna Lesowa, ros. Татьяна Дмитриевна Лесовая (z domu Starodubcewa, [Стародубцева]; ur. 1 stycznia 1956 w Tałdykorganie) – kazachska lekkoatletka specjalizująca się w rzucie dyskiem, uczestniczka letnich igrzysk olimpijskich w Moskwie (1980), brązowa medalistka olimpijska w rzucie dyskiem. W czasie swojej kariery reprezentowała Związek Radziecki.

## Sukcesy sportowe
- mistrzyni ZSRR w rzucie dyskiem – 1982[1]

| Rok  | Miasto | Zawody               | Konkurencja  | Wynik         |
| ---- | ------ | -------------------- | ------------ | ------------- |
| 1980 | Moskwa | Igrzyska olimpijskie | rzut dyskiem | brązowy medal |

## Rekordy życiowe
- rzut dyskiem – 68,18 – Ałma-Ata 23/09/1982 – rekord Kazachstanu[2]